# 長榮路 (蘆洲區)
長榮路（英語：Changrong Rd.）是新北市蘆洲區南港子市地重劃區、長榮路商圈的核心道路，為北64線一部分，原為光華路後半段和三民路577巷，因南港子市地重劃區開發而改名，全長1.5公里。

## 路線
全線皆位於蘆洲區境內，為北64線一部分，全長1.5公里。其起點為光華路、中華街交會處，由東南向西北行，終點與三民路交會。

### 交會道路
- 北64線光華路[註 1]
- 中華街
- 中原路
- 光復路
- 光明路
- 永康街
- 北64線光榮路
- 永樂街
- 永平街
- 市道103號三民路

## 周邊狀況
長榮路為灰磘重劃區與南港子重劃區主要界線，也是後者的主要道路。灰磘重劃區長安街周邊早期為沼澤區，地質鬆軟且地下水位較高；南港子地區早期則多有農舍、平房、三合院等。兩個區域中灰磘較早開發，為蘆洲最早的重劃區，後來由於成效不佳才開發南港子。
21世紀初期此道路也是長榮路商圈的主要道路，擁有大型賣場、密集的
餐廳及商店。民國110年（2021年）此道路新增路邊公有停車格假日收費，以防止停車位遭長期占用。

### 路上地點
- 全國電子蘆洲長榮門市（23號）[5]
- 玉山商業銀行蘆洲分行（50號）[6]
- 長榮福德廟（155號）[1]
- 台新國際商業銀行蘆洲分行（197號）[7]
- 新北市政府警察局蘆洲分局暨三民派出所 (200號)
- 華南商業銀行北蘆洲分行（213、215號）[8]
- 日盛銀行蘆洲分行（233號1、2樓）[9]
- UNIQLO蘆洲長榮路店（253號）[10]
- 中國信託商業銀行北蘆洲分行（355號1樓）[11]
- 永平公園、蘆洲箕穎宮（土地廟，395號）[12]
- 新北市政府消防局第三救護大隊部、鷺江分隊（792號）[13]

### 公車站牌
該路公車站牌由南向北方向設置如下：
- 長榮光華路口
- 長榮中原路口
- 長榮光明路口
- 永平市場
- 長榮路

## 註解
1. 1 2  本章節按照民國110年（2021年）3月27日Google地圖查詢結果編纂。[1]